# Cynops orphicus
Cynops orphicus é uma espécie de anfíbio caudado pertencente à família Salamandridae.
Endêmica da China.